# Ennéaèdre

L'associaèdre tridimensionnel, un exemple d'ennéaèdre.

En géométrie, un ennéaèdre (ou nonaèdre) est un polyèdre à neuf faces. Il existe 2 606 types d'ennéaèdres convexes, chacun ayant des incidences différentes entre sommets, arêtes et faces. Aucun d'entre eux n'est régulier.

## Exemples
| Prisme heptagonal                                              | Pyramide carrée allongée                 | Bipyramide triangulaire allongée |
| Dual de la coupole triangulaire                                | Dual de la pyramide carrée gyro-allongée | Dual de l'icosaèdre tridiminué   |
| Bipyramide triangulaire tronquée, isomorphe à un associaèdre . | Trapézoèdre carré diminué                | Ennéaèdre de Herschel            |

Les ennéaèdres les plus simples sont le prisme à bases heptagonales, et la pyramide à base octogonale.
Il existe deux autres ennéaèdres à faces régulières, qui sont donc des solides de Johnson : la pyramide carrée allongée (J8) et la bipyramide triangulaire allongée (J14).
Les duaux des cinq solides de Johnson à neuf sommets, fournissent cinq autres ennéaèdres : la coupole triangulaire, la pyramide carrée gyro-allongée, la pyramide carrée allongée auto-duale, le prisme triangulaire triaugmenté et l' icosaèdre tridiminué.
En particulier, le dual du prisme triangulaire triaugmenté (solide de Johnson J51), est aussi une bipyramide triangulaire dont les trois sommets médians sont troqués. C'est un ennéaèdre à faces quasi régulières (trois carrés et deux pentagones quasi-réguliers). Il est isomorphe à l'associaèdre tridimensionnel.

Les deux plus petits graphes polyédriques isospectraux possibles sont des graphes d'ennéaèdres.

Les deux derniers ennéaèdres ci-dessus sont le trapèzoèdre diminué (en) à base carrée, dont les autres faces sont 4 cerfs-volants et 4 triangles, et l'ennéaèdre de Herschel, formé de trois carrés coiffés de six cerfs-volants, et dont le graphe associé est le graphe de Herschel. C'est le polyèdre le plus simple sans cycle hamiltonien, le seul ennéaèdre où toutes les faces ont le même nombre d'arêtes, et l'un des trois seuls ennéaèdres bipartis.
Citons encore la plus petite paire de graphes polyédriques isospectraux, dont les polyèdres associés sont des ennéaèdres à huit sommets chacun. 

## Ennéaèdres pavant l'espace

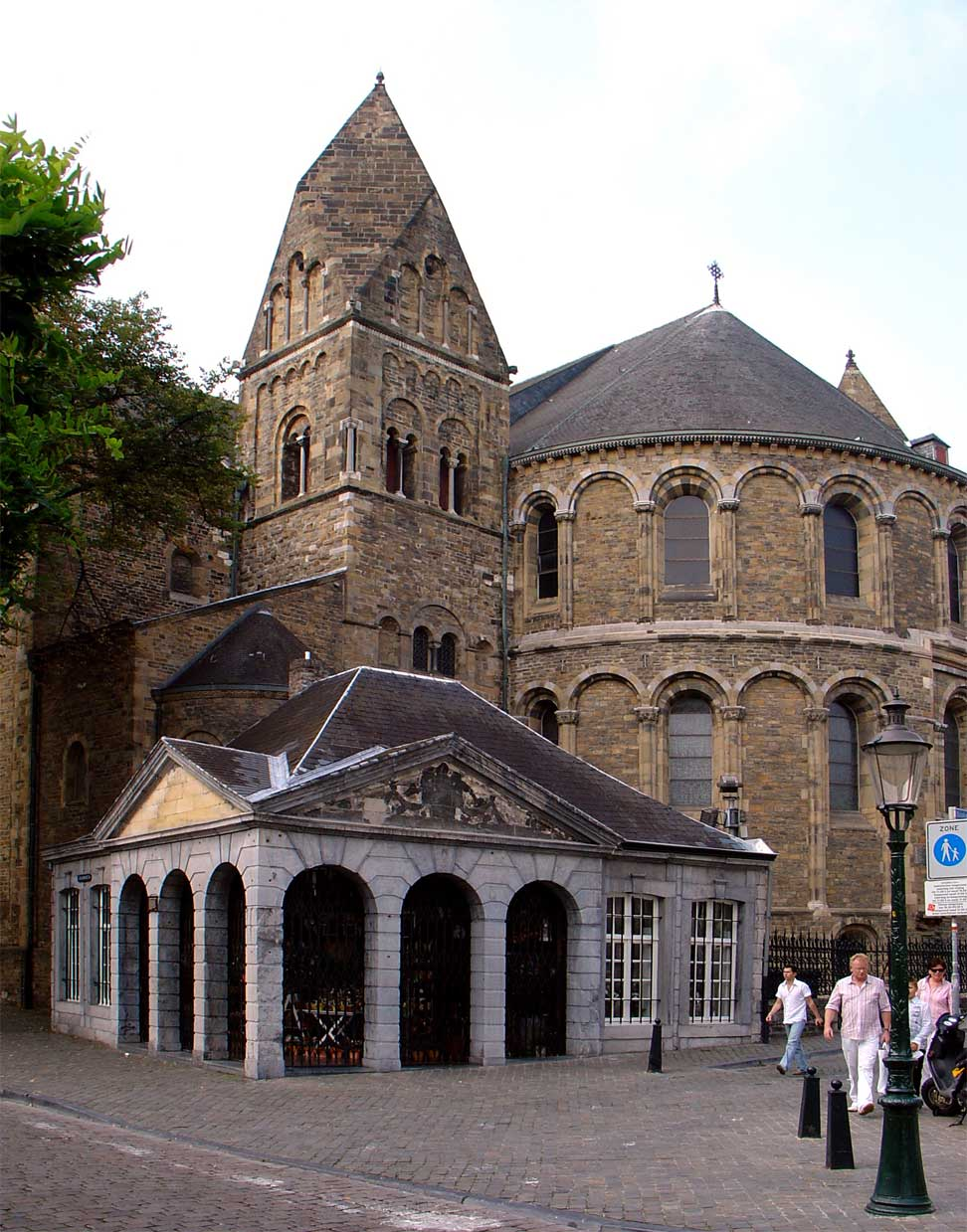
La basilique Notre-Dame de Maastricht, dont le haut de la tour forme un ennéaèdre pavant l'espace.

Si l'on coupe en deux un dodécaèdre rhombique en suivant les grandes diagonales de quatre de ses faces, on obtient un ennéaèdre auto-dual, ayant une grande face carrée, quatre faces en losange et quatre faces triangulaires isocèles. Comme le dodécaèdre rhombique lui-même, cette forme peut donc être utilisée pour paver l'espace tridimensionnel. Cet ennéaèdre est isomorphe au trapézoèdre diminué à base carrée. 
Une version allongée de ce trapézoèdre, pavant aussi l'espace, se trouve en haut des tours latérales arrières de la basilique romane Notre-Dame du XIIe siècle à Maastricht.
Plus généralement, Michael Goldberg a déterminé au moins 40 ennéaèdres topologiquement distincts pavant l'espace.

## Ennéaèdres topologiquement distincts
Il existe 2606 ennéaèdres convexes topologiquement distincts, sans compter deux fois ceux qui sont images miroir l'un de l'autre. Ils peuvent être classés en huit sous-ensembles de 8, 74, 296, 633, 768, 558, 219, 50 éléments, pour un nombre de sommets allant de 7 à 14 . Ces résultats, ainsi qu'une description détaillée d'un ennéaèdre à neuf sommets, ont été publiés pour la première fois dans les années 1870 par Thomas Kirkman . 